# Lil Dicky
Lil Dicky, pseudonimo di David Andrew Burd (Cheltenham, 15 marzo 1988), è un rapper, comico e ambientalista statunitense.
È diventato popolare grazie all'uscita del video musicale della sua canzone "Ex-Boyfriend", il quale è diventato virale con più di un milione di visualizzazioni su YouTube in 24 ore. Ha pubblicato il suo album di debutto Professional Rapper il 31 luglio 2015. Nel 2018, la sua canzone "Freaky Friday", con Chris Brown, è diventata un successo mondiale. Ha anche attirato l'attenzione per il suo video musicale "Earth" del 2019, che ha caratterizzato molti cantanti e attori tra cui Ariana Grande, Justin Bieber, Ed Sheeran, Shawn Mendes, Kevin Hart, Wiz Khalifa, Charlie Puth, Halsey, Snoop Doog, Katy Perry e Leonardo DiCaprio. La canzone è stata creata per aumentare la consapevolezza sull'ambiente, l'inquinamento e i cambiamenti climatici. Burd ha dichiarato che una parte del ricavato della canzone viene donata a vari enti di beneficenza ambientali.
Burd e il produttore Jeff Schaffer hanno creato una sitcom basata sulla vita di Burd chiamata Dave, che è stata presentata in anteprima su FXX il 4 marzo 2020.

## Biografia
Burd è cresciuto in una famiglia ebrea benestante di Elkins Park, quartiere della città di Cheltenham Township in Pennsylvania, al confine nord di Filadelfia. Burd si è diplomato presso la Cheltenham High School, prima di iscriversi alla University of Richmond, università frequentata nello stesso periodo anche da Dave East, tutti e due futuri XXL Freshman nel 2016. Burd si è laureato summa cum laude nel 2010. Dopo la laurea, si trasferisce a San Francisco in California, dove inizia a lavorare nella gestione contabile dell'agenzia pubblicitaria Goodby, Silverstein & Partners. Dopo aver rivisitato il report mensile sotto forma di video rap, la compagnia lo ha spostato nel dipartimento creativo, svolgendo l'attività di copywriter per pubblicità quali la campagna "BIG" della NBA.
L'interesse di Burd per la musica è nato quando era bambino, ascoltando musica hip hop ed alternative rock, iniziando a fare rap già in quinta elementare, trasformando una relazione riguardante Alexander Pushkin in una canzone. Crescendo, Burd ha ascoltato Nas e Jay-Z, soprattutto dopo la svolta hip hop.

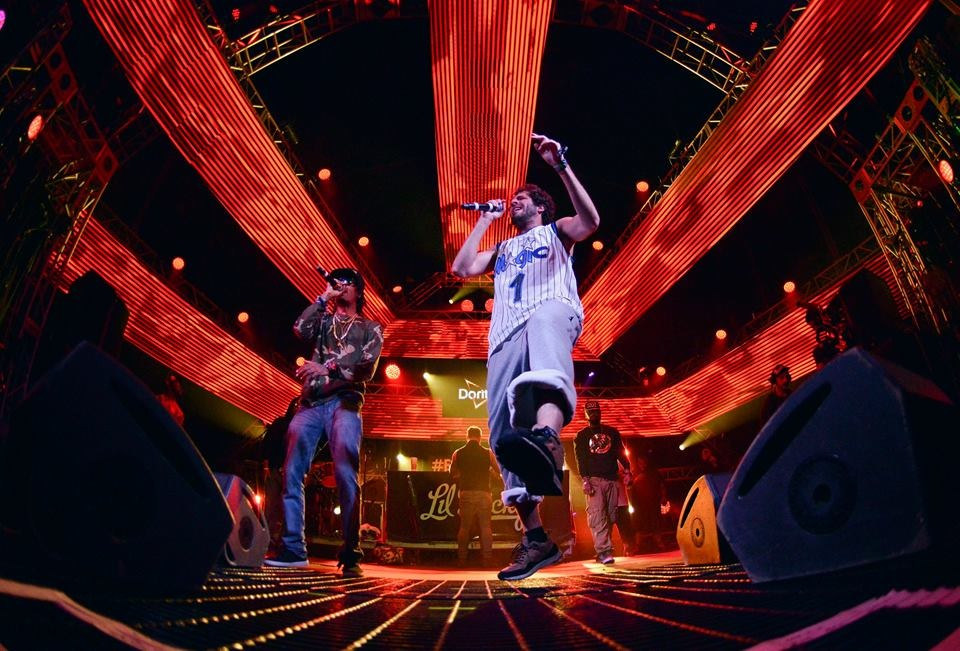
Lil Dicky al SXSW il 14 marzo 2014

Burd dice di aver iniziato la sua carriera da musicista "semplicemente per attirare l'attenzione comicamente, così potrei scrivere film, scrivere programmi TV e recitare", ma nonostante ciò Burd finì per "innamorarsi del rap" e disse che "non avrebbe lasciato prima di aver dimostrato la sua capacità".
Burd ha iniziato a lavorare al suo primo mixtape So Hard nel 2011. Burd ci mise più di due anni per ultimarlo a causa del suo lavoro a tempo pieno presso la Goodby, Silverstein & Partners. Burd ha registrato la maggior parte del materiale per So Hard con il suo MacBook Pro ed un microfono da 400$, strumenti grazie ai quali nel 2013 iniziò a rilasciare una canzone alla settimana per cinque mesi di fila. Il 23 aprile 2013, Burd ha pubblicato il video della canzone "Ex-Boyfriend", il singolo principale del suo mixtape. Il video divenne subito virale con più di un milione di visualizzazioni su YouTube in 24 ore. Dopo la creazione di 32 canzoni e 15 video musicali, Burd lanciò una campagna su Kickstarter, dichiarando "ho finito i soldi... In poche parole, stai finanziando la seconda fase della mia carriera rap". Il mese di crowdfunding ebbe inizio il 20 novembre 2013, con l'obiettivo di raggiungere i 70.000$, così da permettere a Lil Dicky di creare e produrre altra musica, altri video ed andare in tour. Il Kickstarter andò a buon fine, raggiungendo e superando l'obiettivo, permettendo così a Burd di raccogliere 113.000$.
Lil Dicky ha tenuto il suo primo concerto dal vivo il 19 febbraio 2014 al Theatre of Living Arts. Il 16 gennaio 2014, Burd firma con la CMSN, che fa da manager anche ad altri artisti come Tyga, Chiddy Bang e molti altri. Burd pianifica di "avere due carriere allo stesso tempo, una come rapper ed una come comico/attore/scrittore".
Burd ha rilasciato il suo album di debutto Professional Rapper il 31 luglio 2015, con collaborazioni con artisti quali Snoop Dogg, T-Pain, Rich Homie Quan, Fetty Wap, Brendon Urie (Panic! at the Disco), RetroJace e Hannibal Buress.
Nel 2016 Lil Dicky è apparso nel video dei Funny or Die "Watch Yo Self" insieme a Mystikal e Trinidad James.
Il 13 giugno 2016, XXL Magazine ha pubblicato la lista dei Freshmen del 2016. L'elenco comprende, oltre a Lil Dicky, artisti come Anderson Paak, Kodak Black, Lil Uzi Vert, 21 Savage, Dave East, Denzel Curry, Desiigner, G Herbo, e Lil Yachty.
Il 12 aprile 2017, Lil Dicky pubblica un nuovo video musicale per "Pillow Talking". Con gli effetti speciali utilizzati, lo ha reso il quarantanovesimo video più costoso. In una intervista con XXL, Burd ha confessato che stava creando un nuovo progetto e che stava anche tentando di presentare un programma TV ai network televisivi.

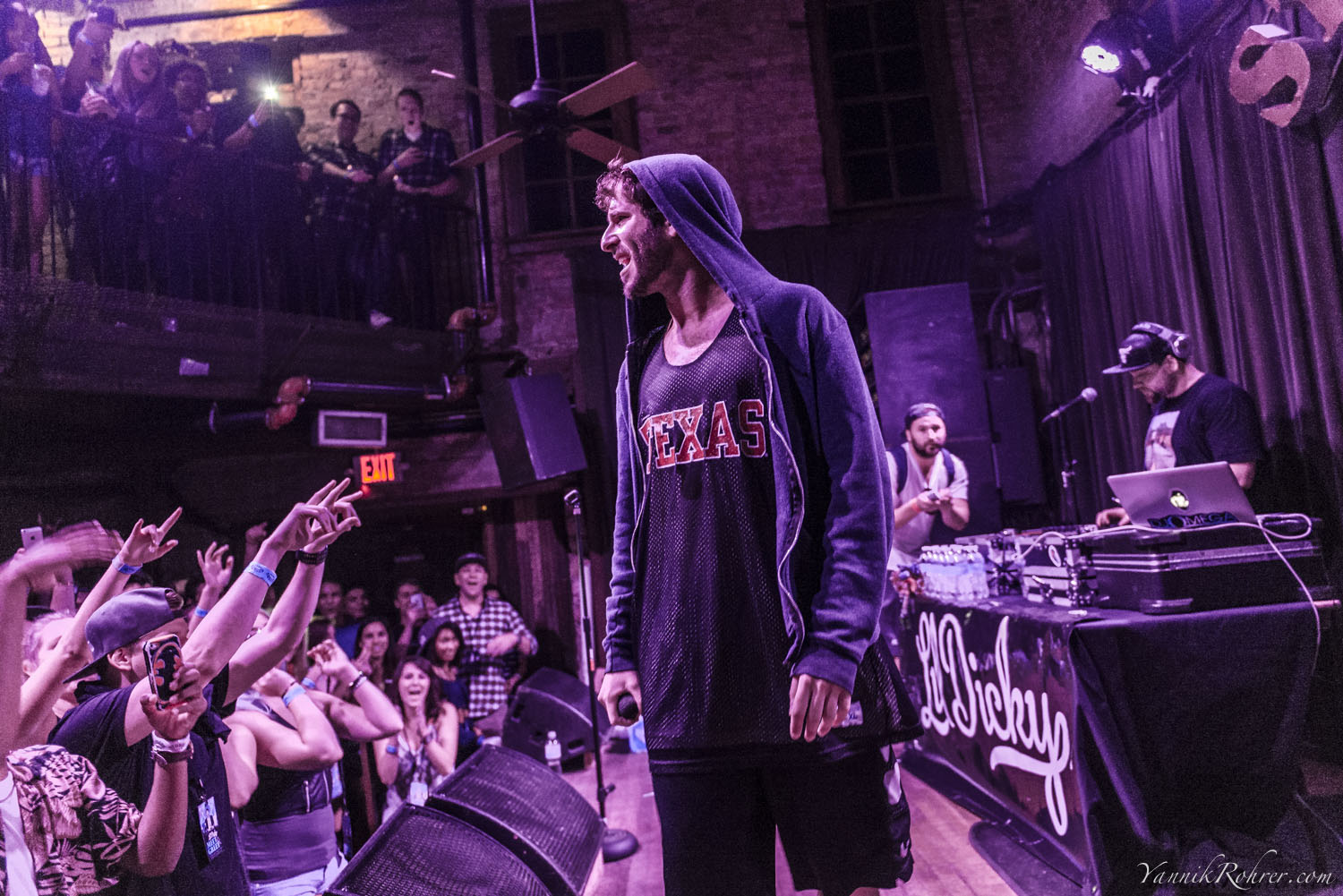
Lil Dicky in Texas nel 2014

A settembre 2017, Lil Dicky ha pubblicato l'EP I'm Brain, utilizzando lo pseudonimo di Brain.
Il 15 marzo 2018, Lil Dicky ha pubblicato il suo nuovo singolo Freaky Friday insieme a Chris Brown, insieme al video musicale. Al 9 aprile 2018, il video ha ricevuto oltre 100 milioni di visite, e sin dalla pubblicazione ottenne il plauso della critica, entrò in forte rotazione nelle radio e scalò rapidamente le classifiche internazionali, diventando uno dei brani più affermati per entrambi gli artisti.
Il 2 aprile 2018, Lil Dicky annuncia il suo primo tour australiano; in precedenza Burd ha studiato all'estero per due anni a Melbourne.
Nel 2019, il rapper pubblica il singolo "Earth" in collaborazione con numerosissimi artisti: Justin Bieber, Ariana Grande, Katy Perry, Adam Levine, John Legend, Ed Sheeran, Miley Cyrus, Shawn Mendes, Charlie Puth, Hailee Steinfeld, Sia, Halsey, Meghan Trainor, Miguel, Wiz Khalifa, Snoop Dogg, Rita Ora, Kevin Hart, Zac Brown, Brendon Urie, John Lil, Psy, Bad Bunny, Kris Wu, Benny Blanco, Lil Yachty, Joel Embiid, Tory Lanez, Backstreet Boys, Cashmere Cat e Leonardo DiCaprio. Si tratta di un brano dal forte messaggio ecologista.

## Filmografia
- Dave (dal 2020 - in corso)

## Discografia

### Album in studio
- 2015 – Professional Rapper

### Singoli
- 2014 – Lemme Freak
- 2014 – White Crime
- 2015 – Save Dat Money (con Fetty Wap e Rich Homie Quan)
- 2015 – Professional Rapper (con Snoop Dogg)
- 2018 – Freaky Friday (con Chris Brown)
- 2019 – Earth

### Collaborazioni
- 2016 – Just a Lil' Thick (She Juicy) (Trinidad James feat. Mystikal e Lil Dicky)
- 2016 – Sit Down (Kent Jones feat. Ty Dolla Sign, Lil Dicky ed E-40)

## Tournée
- 2014 - Professional Rapper Tour
- 2015 - Looking for Love Tour
- 2016 - (Still) Looking For Love Tour
- 2016 - Dick Or Treat Tour
- 2018 - Australia and New Zealand Tour